# Simeon II.
Simeon II., građanskim imenom Simeon Borisov Saskokoburggotski (bug. Симеон Борисов Сакскобургготски) (*Sofija, 16. lipnja 1937.), posljednji bugarski kralj (zapravo car) od 1943. do 1946. godine iz dinastije Sachsen-Coburg-Gotha i bugarski političar u postkomunističkom periodu u Bugarskoj.

## Životopis

### Bugarski car
Rođen je kao pripadnik bugarske kraljevske obitelji njemačkog podrijetla, kao jedini sin kralja Borisa III. i kraljice Giovanne Savojske. Poslije iznenadne smrti svoga oca 1943. godine, naslijedio je krunu kao šestogodišnji dječak zbog čega je osnovano tročlano regentsko vijeće, sastavljeno od Borisova brata, princa Kirila, generala-pukovnika Nikolaja Michova i bivšeg premijer Bogdana Filova.
Nakon što je Bugarska istupila iz Sila Osovine i bila pregažena trupama sovjetske Crvene armije, sva trojica regenata su uhićena i 2. veljače 1945. godine smaknuta kao kolaboracionisti nacističke Njemačke. Uspostavljeno je novo regentsko vijeće, međutim, u rujnu 1946. godine proglašeno je ukidanje monarhije poslije čega kraljica Giovanna odlazi sa sinom Simeonom u izgnanstvo.

### Život u izbjeglištvu
Simeon je otišao s majkom u Egipat, gdje se nastanio njen otac, svrgnuti talijanski kralj Viktor Emanuel III. Godine 1951. Simeon je dobio azil u Španjolskoj te se naselio u Madridu, gdje je pohađao Lycée Français. Godine 1955. s nastupanjem punoljetnosti javno je objavio svoju zakletvu bugarskom narodu kao bugarski kralj. Tri godine kasnije otišao je u SAD gdje se upisao na Valley Forge Military Academy and College koji je završio s činom drugog poručnika. Nakon diplomiranja, vratio se u Španjolsku gdje je studirao pravo i poslovnu ekonomiju.
Dana 21. siječnja 1962. godine vjenčao sa španjolskom plemkinjom Doñom Margaritom Gómez-Acebo s kojom je dobio četiri sina i jednu kćer.

### Povratak u Bugarsku
Padom komunističkog režima u Bugarskoj, Simeon se napokon mogao vratiti u domovinu. Godine 1996. posjetio je Bugarsku, prvi put nakon pedeset godina u izbjeglištvu i uskoro mu je država vratila obiteljsku imovinu. Godine 2001. nastanio se u Bugarskoj i sudjelovao kao politički kandidat na parlamentarnim izborima u kojima je pobijedio 24. srpnja 2001. godine te je postao predsjednik vlade Republike Bugarske, što je bio neobičan obrat situacije, ne samo zato što se nije formalno bio odrekao prava na krunu, već i stoga što je stvorena neobična politička situacija u kojoj je bivši monarh, u položaju predsjednika vlade podređen predsjedniku republike. Vladao je zemljom kao premijer do 2005. godine, a na čelu stranke ostao je do 2009. godine.